# Myren
Myren er en trebenet stol tegnet af den danske arkitekt Arne Jacobsen. Stolen blev designet, da Novo (det nuværende Novo Nordisk) havde brug for en stol til sin kantine, som kunne stables, og som var let at flytte rundt. Stolen er lavet af formspændt krydsfiner, med ben af rustfrit stål. Oprindeligt var det ikke tanken, at den skulle markedsføres over for private, for møbelfabrikken Fritz Hansen Møbler, der producerer den, mente, at der var "for lidt møbel" i den. Stolen blev tegnet med kun tre ben, men efter Arne Jacobsens død valgte Novos sikkerhedsafdeling en model med fire ben for at undgå vippeulykker. Om effektiviteten af produktionen har Arne Jacobsen sagt:
| „ | Før tog det i alt fald mindst en dag at lave en stol, min kan fremstilles på 10 minutter. | “ |
|   | — Arne Jacobsen,                                                                          |   |

Til trods for at stolen blev designet i 1952 er den stadig i produktion i dag (2016) og populær verden over på grund af dens æstetiske og funktionelle værdier.

## Reference
1. 1 2  Ansvarshavende redaktør Carsten Foghsgaard (2009), "People", People, Det internationale personaleblad for Novo Nordisk, no. 3/2009, s. 13